# Kid (linguagem de modelo)
Kid é um motor de modelo simples para vocabulários baseados em XML escrito em Python. Kid afirma ter muitas das melhores características de XSLT, TAL e PHP, mas "com muitas das limitações e complexidades eliminadas".
Kid inicialmente agia como o componente Controlador do framework TurboGears na implementação de versão 1.x do framework. Entretanto, a equipe do projeto TurboGears o substituiu pelo Genshi, citando vantagens em performance percebidas.
Kid é usado pelo Projeto Fedora no utilitário repoview, que cria um conjunto de páginas HTML estáticas dentro de um repositório YUM.

## Exemplo
Parte Python:
```
from
 
kid
 
import
 
Template

modelo
 
=
 
Template
(
arquivo
=
'meumodelo.kid'
,

    
titulo
=
'barra'
,

    
minhalista
=
[
'1'
,
 
'2'
,
 
'3'
,
 
'4'
,
 
'5'
,
 
'6'
])

print
 
modelo
.
serialize
()

```

Parte do Modelo:
```
<html
 
xmlns=
"http://www.w3.org/1999/xhtml"

      
xmlns:py=
"http://purl.org/kid/ns#"
>

  
<head>

    
<title
 
py:content=
"title"
>
o
 
título
 
vem
 
aqui
</title>

  
</head>

  
<body>

    
<ul>

      
<li
 
py:for=
"item in minhalista"
 
py:content=
"item"
>
o
 
item
 
vem
 
aqui
</li>

    
</ul>

  
</body>

</html>

```